# Stari Slatinik
Stari Slatinik je naseljeno mjesto u Republici Hrvatskoj u sastavu općine Brodski Stupnik u Brodsko-posavskoj županiji. Nalazi se na raskrižju putova Nova Gradiška – Slavonski Brod – Požega. Sa sjevera ga zaklanjaju šumoviti brežuljci Dilj-gore Obriž, Rastovica i Travnik (brežuljak), a na jugu se proteže ravna Posavina, plodna polja i vodoplavne livade po imenu: Bočin, Pisci, Mostaš, Bažine, Grabarje, Krči, Doljanska, Mlaka, Razliv i Jelas, te šume Lug i Žirovnjak.

## Povijest
Selo je dobilo ime po slanim izvorima, slatinama, koji se nalaze povrh današnjeg položaja sela. Do 1900. godine naselje je nazivano Slatinik ili Slatinik Gornji, no da bi se razlikovalo od druga dva istoimena naselja (Slatinika Gornjeg i Slatinika Donjeg) nazvano je Stari Slatinik.
Geološka prošlost kraja seže unazad 5 milijuna godina, što potvrđuju nalazi slatkovodnih puževa i školjaka s lokaliteta Bijeli zdenac i česte naslage ugljena lignita. Sedimentacija se odvijala u jezersko-barskim uvjetima.
Najstariji arheološki nalazi sežu u prapovijest (oko 3500 godina), a otkriveni su prilikom iskopa kanala na Jelas-polju (uži toponimi: Poprečine, Mlaka, Lug, Razliv) i pripadaju takozvanoj brodskoj kulturi – srednje brončano doba. Nešto zapadnije, u području Krčevina (Krči), nalazi se veliko kasnobrončanodobno naselje i groblje (staro oko 3000 godina). Kasnijih arheoloških nalaza nema sve do srednjovjekovnih ostataka starog sela na području Kućišta, ali i oko izvora Bijeli zdenac, te u blizini ugljenokopa u šumi Rastovica.
U 11. stoljeću. i 12. stoljeću područje Slatinika bilo je dio velikog posjeda crkveno-viteškog reda templara. Središte tog posjeda bila je utvrda i samostan Briščana (Borostyan) na Petnji iznad Završja.
Prvi je poznati spomen imena Slatinik iz 1221. godine kada je zapisana prodaja posjeda Sclatnich. Srednjovjekovna gradina koja se spominje u školskoj spomenici na Žirovnjaku, zapravo je gradina iz 11. stoljeća u Mrsunjskom lugu, (danas neposredno uz autocestu), a otkrivena 1949. Bila je to drvena utvrda s opkopom napunjenim vodom. Spominje se još jedna gradina u brdima iznad sela, a vjerojatno se radi o gradini nedaleko crkva sv. Martina u Lovčiću.
Staro selo bilo je raštrkano po brežuljcima na Kućištima. Spadalo je pod župu sv. Martina u Lovčiću, a kasnije pod župu u Bučju. Po predaji, selo je u to vrijeme imalo samo osam zadruženih obitelji, od kojih je najviše članova imala porodica Koporčić. Kuće su bile smještene usred obiteljskog posjeda, građene od pletera i brvana, a pokrivene slamom. Na mjestu gdje se nalazi križ na Kućištima bilo je groblje – Slatinsko greblje, a put koji do tamo vodi i danas se zove Mrtvački put.
Selo 1730. godine imalo je 30 kuća. Godine 1536. zavladali su Turci. Selo se tada zvalo Skenderovci po begu Skenderu čija je kmetija bilo. Nakon izgona Turaka 1691. godine nastale su velike promjene u sastavu stanovništva doseljavanjem bosanskog življa. Godine 1702. osnovana je Posavska krajina kao granično područje prema Turskoj. Za vojničku službu sposobno muško stanovništvo uključeno je u čardaklije, koji su na čardacima uz Savu obavljali stražarsku službu. Također su morali ići na rabotu kod gradnje utvrda, popravljanja putova, nasipa, a polazili su i u ratove koje je Austrijska carevina vodila diljem Europe.
Od 1750. godine uzakonjena je VIII. gradiška pukovnija u kojoj se našao i Stari Slatinik. Isprva je i Slatinik bio sijelo satnije – kompanije, ali od 1764. godine sijelo satnije broj 11 nalazilo se u Stupniku. Saseljavanje pod prisilom s Kućišta na drum i ušoravanje sela izvršeno je oko godine 1748. Selo je na novoj lokaciji znatno uznapredovalo, te je 1760. imalo 41 kuću i 49 obitelji.

## Stanovništvo
| broj stanovnika | 475   | 439   | 387   | 542   | 588   | 715   | 1031  | 821   | 796   | 850   | 1072  | 1171  | 1278  | 1386  | 1495  | 1269  | 959   |
|                 | 1857. | 1869. | 1880. | 1890. | 1900. | 1910. | 1921. | 1931. | 1948. | 1953. | 1961. | 1971. | 1981. | 1991. | 2001. | 2011. | 2021. |

#### Popis obitelji iz 1760. godine
Koporčići su, s dvanaest obitelji, i dalje bili najbrojniji, a uz njih popis je zabilježio i ove obitelji: Đurčić, Grgić, Galamić, Matelović, Svrakić, Salantić, Augustinović, Šimonović, Dragojević, Hrvaćanin, Martić, Franišević, Knežević, Topić, Kasapović, Vidojević, Sunić, Kovačević, Bašić, Lovrić, Dankić.
Od godine 1779. do 1788. završen je zidani drum kroz pukovniju i izgrađeni mostovi, zasađeni drvoredi. Već 1780. uveden je ovim drumom poštanski promet diližansama. Slatinik je pripojen župi u Sibinju 1758. U selu je bila drvena kapelica sv. Josipa. Današnja crkva, također sv. Josipa, sagrađena je 1894.
U mjestu je 1829. osnovana narodna škola. Školska je zgrada bila drvena, a 1863. napravljena je nova zidana škola. Kad je 1871. razvojačena Vojna krajina, časnički je stan sa zgradama i zemljištem darovan za školu i stan učitelja, a današnja školska zgrada sagrađena je 1930.
Željeznička pruga Nova Gradiška – Brod, uz koju se našlo i ovo selo, dovršena je i predana u promet 1889., a željezničke karte na stanici Stari Slatinik počele su se izdavati 1932. godine.
Radi povoljnog smještaja na raskrsnici putova, u Slatiniku se početkom 20. stoljeća podižu i mali industrijski pogoni, mlinovi Dane Budisavljevića i Ilije Ilija Martinovića.
Poslije Prvog svjetskog rata u šumi zvanoj Rastovica otvoren je rudnik – majdan smeđeg ugljena lignita. Radnici su većinom bili iz Srbije i Slovenije te Ličani iz Stupnika. Šokci nisu išli raditi u rudnik. Majdan je zatvoren 1923., a poslije Drugog svjetskog rata pokušala se u njemu obnoviti proizvodnja, no to je trajalo vrlo kratko.
U godinama između dva rata Mađar Pavo Gőry podigao je veću ciglanu koja je radila sve do osamdesetih godina 20. stoljeća, s tim da je nakon Drugog svjetskog rata bila nacionalizirana.
Zadružni dom, danas lijepo obnovljeni Društveni dom Dr. Ante Starčević, građen je 1948. Električno osvjetljenje selo je dobilo 7. rujna 1959., a drum je asfaltiran 1971. Nogometni klub osnovan je 1947. Ogranak Seljačke sloge djelovao je od 1938., dok je Kulturno-umjetničko društvo Dukat postojalo tek od 1994. do 1996. godine. U Starom je Slatiniku 2006. osnovano Zavičajno društvo, koje je nedugo nakon svog utemeljenja otvorilo Zavičajnu zbirku, prvu u Brodsko-posavskoj županiji.

## Šport
- NK Svačić Stari Slatnik

Održava se Memorijalni turnir 'Neven i Mijo' od 2001.